# Gouania laxiflora
Gouania laxiflora là một loài thực vật có hoa trong họ Táo. Loài này được Tul. mô tả khoa học đầu tiên năm 1857.